# Jamaica Athletics Administrative Association
La Jamaica Athletics Administrative Association (JAAA) è la federazione nazionale che si occupa di atletica leggera in Giamaica.

## Scopi
Gli scopi della federazione, sono quelli di promuovere, sviluppare e regolamentare l'atletica leggera in Giamaica. La JAAA mira all'insegnamento dell'atletica leggera ad allenatori, istruttori, atleti e insegnanti. Si occupa inoltre dell'organizzazione di competizioni ed eventi a livello nazionale in Giamaica.

## Consiglio federale
- Presidente:
  - Garth Gayle dal 2020
- Tesoriere:
  - Ludlow Watts
- Membri:
  - Donald Quarrie, Bertland Cameron, Trevor Campbell, Judith Ewart, Juliet Cuthbert, Neville Myton, Edward Hector, Merlene Hamilton[1]